# Lista odcinków serialu Futurama
Lista odcinków serialu Futurama, amerykańskiego animowanego serialu science-fiction stworzonego przez Matta Groeninga dla Fox Broadcasting Company. Serial śledzi losy dostawcy pizzy z Nowego Jorku Philipa J. Fry’a, który zamrożony i rozmrożony tysiąc lat później dostaje pracę w Planet Express, firmie transportowej zajmującej się dostarczaniem międzygalaktycznych przesyłek.
Serial emitowany był na antenie Fox od 28 marca 1999 do 10 sierpnia 2003 roku. Następnie Cartoon Network’s Adult Swim od 2003 do 2007 roku emitował powtórki. W tym czasie zostały wydane także DVD z odcinkami serialu. Wyniki oglądalności oraz duży popyt na wydania DVD sprawiło, że 20th Century Fox Television postanowiło kontynuować serial tworząc cztery filmy pełnometrażowe. W 2006 roku Comedy Central ogłosiło, że serial zostanie wznowiony. Rozpoczęto emisję powtórek oraz filmów. 24 czerwca 2010 roku zadebiutował nowy sezon serialu. Obecnie emitowany jest siódmy sezon serialu.
W Polsce ukazywał się na antenie TV4 od 4 sierpnia 2000 roku pod tytułem Przygody Fry’a w kosmosie. Od 14 stycznia 2008 roku pokazywany był na kanale SciFi Universal. Od 28 listopada 2009 roku pokazywany był na kanale Universal Channel. Od 17 lipca 2012 roku emitowany był na kanale VIVA Polska. Od 2 listopada 2012 roku nadawany jest na Comedy Central Polska. Od 25 lutego 2013 roku emitowany jest na kanale MTV Polska. Od 12 kwietnia 2021 roku emitowany jest na kanale FOX Comedy z dubbingiem z kanału VIVA Polska.

## Sezony
| Sezon | Sezon | Sezon | Odcinki              | Odcinki              | Oryginalna emisja | Oryginalna emisja | Oryginalna emisja |
| Sezon | Sezon | Sezon | Odcinki              | Odcinki              | Premiera sezonu   | Finał sezonu      | Kanał             |
| ----- | ----- | ----- | -------------------- | -------------------- | ----------------- | ----------------- | ----------------- |
|       | 1     | 1     | 13                   | 13                   | 28 marca 1999     | 14 listopada 1999 | Fox               |
|       | 2     | 2     | 19                   | 19                   | 21 listopada 1999 | 3 grudnia 2000    | Fox               |
|       | 3     | 3     | 22                   | 22                   | 21 stycznia 2001  | 8 grudnia 2002    | Fox               |
|       | 4     | 4     | 18                   | 18                   | 12 stycznia 2003  | 10 sierpnia 2003  | Fox               |
|       | 5     | 5     | 4                    | 16                   | 23 marca 2008     | 23 marca 2008     | Comedy Central    |
| 4     | 5     | 5     | 19 października 2008 | 19 października 2008 |                   |                   | Comedy Central    |
| 4     | 5     | 5     | 26 kwietnia 2009     | 26 kwietnia 2009     |                   |                   | Comedy Central    |
| 4     | 5     | 5     | 30 sierpnia 2009     | 30 sierpnia 2009     |                   |                   | Comedy Central    |
|       | 6     | A     | 13                   | 26                   | 24 czerwca 2010   | 21 listopada 2010 | Comedy Central    |
| B     | 6     | 13    | 23 czerwca 2011      | 26                   | 8 września 2011   |                   | Comedy Central    |
|       | 7     | A     | 13                   | 26                   | 20 czerwca 2012   | 29 sierpnia 2012  | Comedy Central    |
| B     | 7     | 13    | czerwiec 2013        | 26                   | 4 września 2013   |                   | Comedy Central    |

### Sezon 1
| 1#1 | Space Pilot 3000             | Kosmiczny pilot 3000                                       | Rich Moore, Gregg Vanzo                                | David X. Cohen, Matt Groening | 28 marca 1999     | 4 sierpnia 2000 (TV 4) 21 stycznia 2008 (Sci-Fi) 17 lipca 2012 (VIVA Polska) 2 listopada 2012 (Comedy Central Polska) 25 lutego 2013 (MTV Polska)     | 1ACV01 S01E01 |
| Po 1000-letniej hibernacji Fry budzi się 31 grudnia 2999 roku. Rozpoczyna pracę w firmie kurierskiej. Goście specjalni: Dick Clark, Leonard Nimoy |                              |                                                            |                                                        |                               |                   | |               |
| 2#2 | The Series Has Landed        | Seryjne lądowanie/Lądowanie                                | Peter Avanzino                                         | Ken Keeler                    | 4 lipca 1999      | ? (TV 4) 21 stycznia 2008 (Sci-Fi) 18 lipca 2012 (VIVA Polska) 2 listopada 2012 (Comedy Central Polska) 26 lutego 2013 (MTV Polska)                   | 1ACV02 S01E02 |
| Załoga Planet Express dostaje pierwsze zlecenie. Muszą dostarczyć przesyłkę na Księżyc. |                              |                                                            |                                                        |                               |                   | |               |
| 3#3 | I, Roommate                  | Współlokator                                               | Bret Haaland                                           | Eric Horsted                  | 6 lipca 1999      | ? (TV 4) 21 stycznia 2008 (Sci-Fi) 19 lipca 2012 (VIVA Polska) 3 listopada 2012 (Comedy Central Polska) 27 lutego 2013 (MTV Polska)                   | 1ACV03 S01E03 |
| Fry zostaje wyrzucony z biura, w którym mieszkał, i razem z Benderem szukają nowego miejsca dla siebie. |                              |                                                            |                                                        |                               |                   | |               |
| 4#4 | Love’s Labours Lost in Space | Kosmiczny flirt/Uczucia zagubione w kosmosie               | Brian Sheesley                                         | Brian Kelley                  | 13 lipca 1999     | ? (TV 4) 21 stycznia 2008 (Sci-Fi) 20 lipca 2012 (VIVA Polska) 3 listopada 2012 (Comedy Central Polska) 28 lutego 2013 (MTV Polska)                   | 1ACV04 S01E04 |
| Nową misją Załogi Planet Express jest uratować zwierzęta z planety Vergon 6. Aby się udało muszą prosić o pomoc Zappa Brannigana. |                              |                                                            |                                                        |                               |                   | |               |
| 5#5 | Fear of a Bot Planet         | Planeta robotów/Kosmiczny strach                           | Peter Avanzino, Carlos Baeza, Ashley Lenz, Chris Sauve | Heather Lombard, Evan Gore    | 20 lipca 1999     | ? (TV 4) 28 stycznia 2008 (Sci-Fi) 23 lipca 2012 (VIVA Polska) 9 listopada 2012 (Comedy Central Polska) 4 marca 2013 (MTV Polska)                     | 1ACV05 S01E05 |
| Załoga musi dostarczyć paczkę na Chapek 9, planetę zamieszkałą przez roboty, które nienawidzą i zabijają ludzi. Bender wpada w kłopoty, dlatego Fry i Leela muszą mu pomóc. |                              |                                                            |                                                        |                               |                   | |               |
| 6#6 | A Fishful of Dollars         | Złote anchois/Dolary i włosy Pameli A.                     | Ron Hughart, Gregg Vanzo                               | Patric M. Verrone             | 27 lipca 1999     | ? (TV 4) 28 stycznia 2008 (Sci-Fi) 24 lipca 2012 (VIVA Polska) 9 listopada 2012 (Comedy Central Polska) 5 marca 2013 (MTV Polska)                     | 1ACV06 S01E06 |
| Fry dzięki odsetkom z konta bankowego staje się miliarderem. Gość specjalny: Pamela Anderson |                              |                                                            |                                                        |                               |                   | |               |
| 7#7 | My Three Suns                | Moje trzy słońca                                           | Jeffrey Lynch, Kevin O’Brien                           | J. Stewart Burns              | 4 maja 1999       | ? (TV 4) 28 stycznia 2008 (Sci-Fi) 25 lipca 2012 (VIVA Polska) 10 listopada 2012 (Comedy Central Polska) 6 marca 2013 (MTV Polska)                    | 1ACV07 S01E07 |
| Tym razem przesyłka musi trafić na Trisol, planetę o trzech słońcach. |                              |                                                            |                                                        |                               |                   | |               |
| 8#8 | A Big Piece of Garbage       | Wielka bryła odpadów/Moje wielkie, tłuste kosmiczne śmieci | Susie Dietter                                          | Lewis Morton                  | 11 maja 1999      | 20 października 2003 (TV 4) 28 stycznia 2008 (Sci-Fi) 26 lipca 2012 (VIVA Polska) 10 listopada 2012 (Comedy Central Polska) 7 marca 2013 (MTV Polska) | 1ACV08 S01E08 |
| Dzięki wynalazkowi Profesora udaje się wykryć kulę śmieci, która zbliża się w kierunku Ziemi. Załoga Planet Express musi zapobiec zagładzie. Goście specjalni: Ron Popeil, Nancy Cartwright jako lalka Barta Simpsona                                                            |                              |                                                            |                                                        |                               |                   | |               |
| 9#9 | Hell Is Other Robots         | Roboty z piekła rodem/Piekielne roboty                     | Rich Moore                                             | Eric Kaplan                   | 18 maja 1999      | 27 października 2003 (TV 4) 4 lutego 2008 (Sci-Fi) 27 lipca 2012 (VIVA Polska) 16 listopada 2012 (Comedy Central Polska) 11 marca 2013 (MTV Polska)   | 4ACV09 S01E09 |
| Na imprezie po koncercie głów Beastie Boys Bender „wkłada sobie wtyczkę”. Zaczyna uzależniać się od elektryczności. Jedynym wybawieniem dla niego jest Świątynia Robotologii. Goście specjalni: Michael Diamond, Adam „King Ad-Rock” Horovitz, Dan Castellaneta jako Robot Devil |                              |                                                            |                                                        |                               |                   | |               |
| 10#10 | A Flight to Remember         | Pamiętny lot                                               | Peter Avanzino                                         | Eric Horsted                  | 26 września 1999  | 3 listopada 2003 (TV 4) 4 lutego 2008 (Sci-Fi) 30 lipca 2012 (VIVA Polska) 16 listopada 2012 (Comedy Central Polska) 12 marca 2013 (MTV Polska)       | 1ACV10 S02E01 |
| Po ciężkiej misji Profesor Farnsworth postanawia wysłać wszystkich pracowników na wakacje – rejs najnowocześniejszym statkiem, Titanikiem. Gość specjalny: Dawnn Lewis jako LaBarbra Conrad                                                                                      |                              |                                                            |                                                        |                               |                   | |               |
| 11#11 | Mars University              | Uniwersytet Marsjański/Uniwersytet Marsa                   | Bret Haaland                                           | J. Stewart Burns              | 9 października    | 10 listopada 2003 (TV 4) 4 lutego 2008 (Sci-Fi) 31 lipca 2012 (VIVA Polska) 17 listopada 2012 (Comedy Central Polska) 13 marca 2013 (MTV Polska)      | 1ACV11 S02E02 |
| Po dostarczeniu przesyłki na Uniwersytet Marsjański Fry postanawia wrócić na studia. W tym czasie Bender pomaga swojemu dawnemu bractwu. Gość specjalny: David Herman jako Dean Vernon                                                                                           |                              |                                                            |                                                        |                               |                   | |               |
| 12#12 | When Aliens Attack           | Inwazja obcych/Obcy: Pierwsze starcie                      | Brian Sheesley                                         | Ken Keeler                    | 7 listopada 1999  | 17 listopada 2003 (TV 4) 4 lutego 2008 (Sci-Fi) 1 sierpnia 2012 (VIVA Polska) 17 listopada 2012 (Comedy Central Polska) 14 marca 2013 (MTV Polska)    | 1ACV12 S02E03 |
| Fani serialu Samotna Pani Adwokat wpływają na przyszłość. |                              |                                                            |                                                        |                               |                   | |               |
| 13#13 | Fry and the Slurm Factory    | Fry i wytwórnia napojów/Fry i fabryka Slurmu               | Ron Hughart                                            | Lewis Morton                  | 14 listopada 1999 | 24 listopada 2003 (TV 4) 11 lutego 2008 (Sci-Fi) 2 sierpnia 2012 (VIVA Polska) 23 listopada 2012 (Comedy Central Polska) 18 marca 2013 (MTV Polska)   | 1ACV13 S02E04 |
| Fry znajduje złoty kapsel i wygrywa konkurs, którego główną nagrodą jest zwiedzanie fabryki Slurmu. Odcinek jest parodią powieści Charlie i fabryka czekolady. Gość specjalny: Pamela Anderson jako Dixie                                                                        |                              |                                                            |                                                        |                               |                   | |               |

### Sezon 2
| 14#1 | I Second That Emotion                   | Popieram tę myśl / Popieram to uczucie                          | Mark Ervin               | Patric M. Verrone                       | 21 listopada 1999 | 1 grudnia 2003 (TV 4) 11 lutego 2008 (Sci-Fi) 3 sierpnia 2012 (VIVA Polska) 23 listopada 2012 (Comedy Central Polska) 19 marca 2013 (MTV Polska)  | 2ACV01 S02E05 |
| Bender jest zazdrosny o Nibblera, więc postanawia go spuścić w ubikacji. W ramach kary Profesor instaluje Benderowi chip współczucia, dlatego ten zaczyna tęsknić za Nibblerem i postanawia go odnaleźć.                                                    |                                         |                                                                 |                          |                                         |                   | |               |
| 15#2 | Brannigan, Begin Again                  | Powrót Brannigana / Brannigan zaczyna raz jeszcze               | Jeffrey Lynch            | Lewis Morton                            | 28 listopada 1999 | 8 grudnia 2003 (TV 4) 11 lutego 2008 (Sci-Fi) 6 sierpnia 2012 (VIVA Polska) 24 listopada 2012 (Comedy Central Polska) 20 marca 2013 (MTV Polska)  | 2ACV02 S02E06 |
| Zapp przez swoją nieostrożność niszczy centralę Demokratycznego Rządu Planet, za co zostaje zwolniony ze stanowiska kapitana. Razem z Kifem szukają pracy.                                                                                                  |                                         |                                                                 |                          |                                         |                   | |               |
| 16#3 | A Head in the Polls                     | Głowa w wyborach / Na czele w sondażach                         | Bret Haaland             | J. Stewart Burns                        | 12 grudnia 1999   | 22 grudnia 2003 (TV 4) 11 lutego 2008 (Sci-Fi) 7 sierpnia 2012 (VIVA Polska) 24 listopada 2012 (Comedy Central Polska) 21 marca 2013 (MTV Polska) | 2ACV03 S02E07 |
| Po zawaleniu się kopalni tytan staje się drogocennym surowcem. Bender postanawia sprzedać swoje ciało, które w dużej części składa się z tego surowca. Gość specjalny: Claudia Schiffer jako jej głowa                                                      |                                         |                                                                 |                          |                                         |                   | |               |
| 17#4 | Xmas Story                              | Opowieść gastkowa                                               | Peter Avanzino           | David X. Cohen                          | 19 grudnia 1999   | ? (TV 4) 18 lutego 2008 (Sci-Fi) 8 sierpnia 2012 (VIVA Polska) 30 listopada 2012 (Comedy Central Polska) 25 marca 2013 (MTV Polska)               | 2ACV04 S02E08 |
| Fry poznaje świąteczne obyczaje XXX wieku i nie jest nimi zachwycony. Zaczyna tęsknić za dawnymi czasami. Goście specjalni: John Goodman jako Robot Santa, Conan O’Brien                                                                                    |                                         |                                                                 |                          |                                         |                   | |               |
| 18#5 | Why Must I Be a Cruastacean in Love?    | Dlaczego skorupiak musi się zakochać? / Zmagania kochania       | Brian Sheesley           | Eric Kaplan                             | 6 lutego 2000     | ? (TV 4) 18 lutego 2008 (Sci-Fi) 9 sierpnia 2012 (VIVA Polska) 30 listopada 2012 (Comedy Central Polska) 26 marca 2013 (MTV Polska)               | 2ACV05 S02E09 |
| Rasa doktora Zoidberga przechodzi okres godowy. Profesor postanawia wysłać go na rodzinną planetę, aby znalazł sobie samicę. |                                         |                                                                 |                          |                                         |                   | |               |
| 19#6 | The Lesser of Two Evils                 | Mniejsze zło / Jak dwie krople metalu                           | Chris Sauve              | Eric Horsted                            | 20 lutego 2000    | ? (TV 4) 18 lutego 2008 (Sci-Fi) 13 sierpnia 2012 (VIVA Polska) 1 grudnia 2012 (Comedy Central Polska) 28 marca 2013 (MTV Polska)                 | 2ACV06 S02E11 |
| Flexo, robot przypominający Bendera, zostaje zatrudniony przez profesora, żeby pomógł przy eskortowaniu bardzo cennego diademu. Gość specjalny: Bob Barker                                                                                                  |                                         |                                                                 |                          |                                         |                   | |               |
| 20#7 | Put Your Head on My Shoulder            | Mam twoją głowę na karku / Ułóż głowę na mym ramieniu           | Chris Louden             | Ken Keeler                              | 13 lutego 2000    | ? (TV 4) 18 lutego 2008 (Sci-Fi) 10 sierpnia 2012 (VIVA Polska) 1 grudnia 2012 (Comedy Central Polska) 27 marca 2013 (MTV Polska)                 | 2ACV07 S02E10 |
| Fry i Amy zostają parą. Niestety Fry uważa, że Amy bierze ich związek zbyt poważnie. Gdy chce z nią zerwać, dochodzi do wypadku, po którym jego głowa zostaje przyszyta do ciała Amy.                                                                       |                                         |                                                                 |                          |                                         |                   | |               |
| 21#8 | Raging Bender                           | Bender się wścieka / Zapaśnik Bender                            | Ron Hughart              | Lewis Morton                            | 27 lutego 2000    | 9 lipca 2004 (TV 4) 25 lutego 2008 (Sci-Fi) 14 sierpnia 2012 (VIVA Polska) 7 grudnia 2012 (Comedy Central Polska) 1 kwietnia 2013 (MTV Polska)    | 2ACV08 S02E12 |
| Załoga Planet Express wybiera się do kina. Tam Bender pokonuje Zamaskowaną Jednostkę, zawodnika Ligi Walk Robotów, dzięki czemu staje się bardzo popularny. Goście specjalni: Rich Little, Russ Leatherman, Tom Kenny jako Abner Doubledeal                 |                                         |                                                                 |                          |                                         |                   | |               |
| 22#9 | A Bicyclops Built for Two               | Cyklopi tandem / Bicyklop dla dwojga                            | Susan Dietter            | Eric Kaplan                             | 19 marca 2000     | ? (TV 4) 25 lutego 2008 (Sci-Fi) 15 sierpnia 2012 (VIVA Polska) 7 grudnia 2012 (Comedy Central Polska) 2 kwietnia 2013 (MTV Polska)               | 2ACV09 S02E13 |
| Leela odkrywa, że nie jest ostatnim cyklopem we wszechświecie. Poznaje Alkazara. Razem postanawiają się pobrać, aby zapewnić przeżycie ich rasy. |                                         |                                                                 |                          |                                         |                   | |               |
| 23#10 | A Clone of My Own                       | Mój własny klon                                                 | Rich Moore               | Patric M. Verrone                       | 9 kwietnia 2000   | ? (TV 4) 25 lutego 2008 (Sci-Fi) 17 sierpnia 2012 (VIVA Polska) 8 grudnia 2012 (Comedy Central Polska) 4 kwietnia 2013 (MTV Polska)               | 2ACV10 S02E15 |
| Profesor w swoje 150 urodziny postanawia stworzyć swojego klona, Cuberta, który ma być jego następcą. |                                         |                                                                 |                          |                                         |                   | |               |
| 24#11 | How Hermes Requisitioned His Grove Back | O tym jak Hermes odzyskał dobre imię / Jak Hermes odzyskał rytm | Mark Ervin               | Bill Odenkirk                           | 2 kwietnia 2000   | 16 lipca 2004 (TV 4) 25 lutego 2008 (Sci-Fi) 16 sierpnia 2012 (VIVA Polska) 8 grudnia 2012 (Comedy Central Polska) 3 kwietnia 2013 (MTV Polska)   | 2ACV11 S02E14 |
| Hermes, z winy Bendera, zostaje wysłany na przymusowe wakacje. W tym czasie jego obowiązki przejmuje Morgan Proctor. Gość specjalny: Nora Dunn jako Morgan Proctor                                                                                          |                                         |                                                                 |                          |                                         |                   | |               |
| 25#12 | The Deep South                          | Głębokie południe                                               | Bret Haaland             | J. Stewart Burns                        | 16 kwietnia 2000  | 23 lipca 2004 (TV 4) 3 marca 2008 (Sci-Fi) 24 września 2012 (VIVA Polska) 14 grudnia 2012 (Comedy Central Polska) 8 kwietnia 2013 (MTV Polska)    | 2ACV12 S02E16 |
| Załoga Planet Express postanawia zrobić sobie wolne i wybrała się na ryby. Ryba, którą próbował złowić Bender, zatopiła statek, a załoga przez przypadek odkrywa zaginione miasto, Atlantę. Goście specjalni: Donovan Leitch, Parker Posey jako Umbriel     |                                         |                                                                 |                          |                                         |                   | |               |
| 26#13 | Bender Gets Made                        | Bender i mafia / Bender w mafii                                 | Peter Avanzino           | Eric Horsted                            | 30 kwietnia 2000  | ? (TV 4) 3 marca 2008 (Sci-Fi) 25 września 2012 (VIVA Polska) 14 grudnia 2012 (Comedy Central Polska) 9 kwietnia 2013 (MTV Polska)                | 2ACV13 S02E17 |
| Bender wstępuje w szeregi mafii robotów, których kolejnym celem jest statek Planet Express. |                                         |                                                                 |                          |                                         |                   | |               |
| 27#14 | Mother’s Day                            | Dzień Matki                                                     | Brian Sheesley           | Lewis Morton                            | 14 maja 2000      | ? (TV 4) 3 marca 2008 (Sci-Fi) 27 września 2012 (VIVA Polska) 15 grudnia 2012 (Comedy Central Polska) 11 kwietnia 2013 (MTV Polska)               | 2ACV14 S02E19 |
| W dniu matki wszystkie roboty chcą zrobić prezent swojej mamie, właścicielce Fabryki Przyjacielskich Robotów. Ta jednak programuje roboty, aby się zbuntowały i zrobiły z niej królową Ziemi.                                                               |                                         |                                                                 |                          |                                         |                   | |               |
| 28#15 | The Problem with Popplers               | Kłopotliwy przysmak / Problem z Popplerami                      | Chris Sauve, Gregg Vanzo | Darin Henry, Patric M. Verrone          | 7 maja 2000       | ? (TV 4) 3 marca 2008 (Sci-Fi) 26 września 2012 (VIVA Polska) 15 grudnia 2012 (Comedy Central Polska) 10 kwietnia 2013 (MTV Polska)               | 2ACV15 S02E18 |
| Załoga Planet Express oferuje ludziom Popplers, niedawno odkryty przez nich przysmak. Gość specjalny: Phil Hendrie jako Free Waterfall Jr. |                                         |                                                                 |                          |                                         |                   | |               |
| 29#16 | Anthology of Interest I                 | Antologia ciekawości / Co by było gdyby...                      | Chris Louden, Rich Moore | Eric Rogers, Ken Keeler, David X. Cohen | 21 maja 2000      | ? (TV 4) 10 marca 2008 (Sci-Fi) 28 września 2012 (VIVA Polska) 21 grudnia 2012 (Comedy Central Polska) 17 kwietnia 2013 (MTV Polska)              | 2ACV16 S02E20 |
| Profesor wynalazł Gdybającą Maszynę. Opowiada ona trzy historie, co by było gdyby: Bender był olbrzymem; Leela była bardziej spontaniczna; Fry nie przeniósłby się do przyszłości. Goście specjalni: Al Gore, Stephen Hawking, Nichelle Nichols, Gary Gygax |                                         |                                                                 |                          |                                         |                   | |               |
| 30#17 | War Is the H-Word                       | Uważaj, co mówisz / Cienka fioletowa linia                      | Ron Hughart              | Eric Horsted                            | 26 listopada 2000 | ? (TV 4) 10 marca 2008 (Sci-Fi) 22 kwietnia 2013 (MTV Polska) 27 kwietnia 2013 (Comedy Central Polska)                                            | 2ACV17 S03E02 |
| Fry i Bender postanawiają zostać żołnierzami, aby móc korzystać z rabatów wojskowych. Gdy nadchodzi wojna, stają w obronie Ziemi. Zostają przyłączeni do armii dowodzonej przez Zappa Brannigana. Gość specjalny: Todd Susman                               |                                         |                                                                 |                          |                                         |                   | |               |
| 31#18 | The Honking                             | Klakson / Samochodołak                                          | Susie Dietter            | Ken Keeler                              | 5 listopada 2000  | ? (TV 4) 10 marca 2008 (Sci-Fi) 18 kwietnia 2013 (MTV Polska) 27 kwietnia 2013 (Comedy Central Polska)                                            | 2ACV18 S03E01 |
| Bender zostaje potrącony przez autołaka, przez co sam co noc się w niego zmienia. |                                         |                                                                 |                          |                                         |                   | |               |
| 32#19 | The Cryonic Woman                       | Kobieta z lodu / Kobieta krioniczna                             | Mark Ervin               | J. Stewart Burns                        | 3 grudnia 2000    | ? (TV 4) 10 marca 2008 (Sci-Fi) 23 kwietnia 2013 (MTV Polska) 3 maja 2013 (Comedy Central Polska)                                                 | 2ACV19 S03E03 |
| Fry, Leela i Bender zostają zwolnieni z pracy, gdyż doprowadzili do zniszczenia firmy. Goście specjalni: Pauly Shore, Sarah Silverman jako Michelle, Nora Dunn jako mama Butcha                                                                             |                                         |                                                                 |                          |                                         |                   | |               |

### Sezon 3
| Nr    | Tytuł                          | Tytuł polski                                                                             | Reżyseria         | Scenariusz                                              | Premiera                                        | Premiera w Polsce                                                                      | Kod           |
| ----- | ------------------------------ | ---------------------------------------------------------------------------------------- | ----------------- | ------------------------------------------------------- | ----------------------------------------------- | -------------------------------------------------------------------------------------- | ------------- |
| 33#1  | Amazon Women in the Mood       | Naburmuszone Amazonki / Seksmisje                                                        | Dwayne Carey-Hill | Ken Keeler, David X. Cohen                              | 4 lutego 2001                                   | ? (TV 4) ? (Sci-Fi) 25 kwietnia 2013 (MTV Polska) 10 maja 2013 (Comedy Central Polska) | 3ACV01 S03E05 |
| 34#2  | Parasites Lost                 | Obca inteligencja / Raj utracony                                                         | Dwayne Carey-Hill | Ken Keeler, David X. Cohen                              | 27 listopada 2007 (DVD) 23 marca 2008 (TV)      | ? (TV 4) ? (Sci-Fi) 24 kwietnia 2013 (MTV Polska) 4 maja 2013 (Comedy Central Polska)  | 3ACV02        |
| 35#3  | A Tale of Two Santas           | Opowieść o dwóch Mikołajach / Opowieść o dwóch Mikołajach                                | Dwayne Carey-Hill | Ken Keeler, David X. Cohen                              | 27 listopada 2007 (DVD) 23 marca 2008 (TV)      | ? (TV 4) ? (Sci-Fi) 31 maja 2013 (Comedy Central Polska)                               | 3ACV03        |
| 36#4  | The Luck of the Fryrish        | Fry’erskie szczęście / Szczęście Fry’a                                                   | Dwayne Carey-Hill | Ken Keeler, David X. Cohen                              | 27 listopada 2007 (DVD) 23 marca 2008 (TV)      | ? (TV 4) ? (Sci-Fi) 18 maja 2013 (Comedy Central Polska)                               | 3ACV04        |
| 37#5  | The Birdbot of Ice-Catraz      | Robot wśród ptactwa / Pingwinator: Dzień Ziemi                                           | Peter Avanzino    | Eric Kaplan, David X. Cohen                             | 24 czerwca 2008 (DVD) 19 października 2008 (TV) | ? (TV 4) ? (Sci-Fi) 17 maja 2013 (Comedy Central Polska)                               | 3ACV05        |
| 38#6  | Bendless Love                  | Prosta miłość / Zakochany nie do zagięcia                                                | Peter Avanzino    | Eric Kaplan, David X. Cohen                             | 24 czerwca 2008 (DVD) 19 października 2008 (TV) | ? (TV 4) ? (Sci-Fi) 11 maja 2013 (Comedy Central Polska)                               | 3ACV06        |
| 39#7  | The Day the Earth Stood Stupid | Dzień, w którym Ziemia zbaraniała / Dzień, w którym zgłupiała Ziemia                     | Peter Avanzino    | Eric Kaplan, David X. Cohen                             | 24 czerwca 2008 (DVD) 19 października 2008 (TV) | ? (TV 4) ? (Sci-Fi)                                                                    | 3ACV07        |
| 40#8  | That’s Lobstertainment!        | Homary show-biznesu / Denna rozrywka                                                     | Peter Avanzino    | Eric Kaplan, David X. Cohen                             | 24 czerwca 2008 (DVD) 19 października 2008 (TV) | ? (TV 4) ? (Sci-Fi)                                                                    | 3ACV08        |
| 41#9  | The Cyber House Rules          | Gościnność robotów / Nasza klapa                                                         | Dwayne Carey-Hill | Eric Horsted, David X. Cohen                            | 4 listopada 2008 (DVD) 26 kwietnia 2009 (TV)    | ? (TV 4) ? (Sci-Fi)                                                                    | 3ACV09        |
| 42#10 | Where the Buggalo Roam         | Tam wędrują żuki / Kraj dzikich bigonów                                                  | Dwayne Carey-Hill | Eric Horsted, David X. Cohen                            | 4 listopada 2008 (DVD) 26 kwietnia 2009 (TV)    | ? (TV 4) ? (Sci-Fi) 14 czerwca 2013 (Comedy Central Polska)                            | 3ACV10        |
| 43#11 | Insane in the Mainframe        | Szaleństwa głównego komputera / Lot nad robocim gniazdkiem                               | Dwayne Carey-Hill | Eric Horsted, David X. Cohen, Michael Rowe, Eric Kaplan | 4 listopada 2008 (DVD) 26 kwietnia 2009 (TV)    | ? (TV 4) ? (Sci-Fi)                                                                    | 3ACV11        |
| 44#12 | The Route of All Evil          | / Droga do zatracenia                                                                    | Dwayne Carey-Hill | Eric Horsted, David X. Cohen, Patric M. Verrone         | 4 listopada 2008 (DVD) 26 kwietnia 2009 (TV)    | ? (TV 4) ? (Sci-Fi) 22 lipca 2013 (Comedy Central Polska)                              | 3ACV12        |
| 45#13 | Bendin’ in the Wind            | W zgodzie z wiatrem / Dziwny jest ten grat                                               | Peter Avanzino    | Ken Keeler, David X. Cohen                              | 23 lutego 2009 (DVD) 30 sierpnia 2009 (TV)      | ? (TV 4) ? (Sci-Fi) 24 maja 2013 (Comedy Central Polska)                               | 3ACV13        |
| 46#14 | Time Keeps on Slippin’         | Upływ czasu / Jak ten czas szybko leci                                                   | Peter Avanzino    | Ken Keeler                                              | 23 lutego 2009 (DVD) 30 sierpnia 2009 (TV)      | ? (TV 4) ? (Sci-Fi)                                                                    | 3ACV14        |
| 47#15 | I Dated a Robot                | Randka z robotem / Randka z robotem                                                      | Peter Avanzino    | Ken Keeler                                              | 23 lutego 2009 (DVD) 30 sierpnia 2009 (TV)      | ? (TV 4) ? (Sci-Fi)                                                                    | 3ACV15        |
| 48#16 | A Leela of Her Own             | Leela na własność / Jej własna Leela                                                     | Peter Avanzino    | Ken Keeler, David X. Cohen                              | 23 lutego 2009 (DVD) 30 sierpnia 2009 (TV)      | ? (TV 4) ? (Sci-Fi) 29 czerwca 2013 (Comedy Central Polska)                            | 3ACV16        |
| 49#17 | A Pharaoh to Remember          | Pamiętny faraon / Pamiętny faraon                                                        | Peter Avanzino    | Ken Keeler                                              | 23 lutego 2009 (DVD) 30 sierpnia 2009 (TV)      | ? (TV 4) ? (Sci-Fi) 15 czerwca 2013 (Comedy Central Polska)                            | 3ACV17        |
| 50#18 | Anthology of Interest II       | Antologia ciekawości 2 / Co by było, gdyby... II                                         | Peter Avanzino    | Ken Keeler, David X. Cohen                              | 23 lutego 2009 (DVD) 30 sierpnia 2009 (TV)      | ? (TV 4) ? (Sci-Fi) 1 czerwca 2013 (Comedy Central Polska)                             | 3ACV18        |
| 51#19 | Roswell That Ends Well         | Incydent w Roswell ze szczęśliwym zakończeniem / Wszystko dobre, co się w Roswell kończy | Peter Avanzino    | Ken Keeler                                              | 23 lutego 2009 (DVD) 30 sierpnia 2009 (TV)      | ? (TV 4) ? (Sci-Fi) 25 maja 2013 (Comedy Central Polska)                               | 3ACV19        |
| 52#20 | Godfellas                      | Bóstwo / Bogu chwała                                                                     | Peter Avanzino    | Ken Keeler, David X. Cohen                              | 23 lutego 2009 (DVD) 30 sierpnia 2009 (TV)      | ? (TV 4) ? (Sci-Fi) 21 czerwca 2013 (Comedy Central Polska)                            | 3ACV20        |
| 53#21 | Future Stock                   | Udziały w przyszłości / Akcje przyszłości                                                | Peter Avanzino    | Ken Keeler                                              | 23 lutego 2009 (DVD) 30 sierpnia 2009 (TV)      | ? (TV 4) ? (Sci-Fi) 22 czerwca 2013 (Comedy Central Polska)                            | 3ACV21        |
| 54#22 | The 30% Iron Chef              | Kucharz z trzydziestoprocentowej stali / Żelazny kucharz                                 | Peter Avanzino    | Ken Keeler, David X. Cohen                              | 23 lutego 2009 (DVD) 30 sierpnia 2009 (TV)      | ? (TV 4) ? (Sci-Fi) 29 czerwca 2013 (Comedy Central Polska)                            | 3ACV22        |

### Sezon 4
| Nr    | Tytuł                                 | Tytuł polski                                        | Reżyseria         | Scenariusz                                              | Premiera                                        | Premiera w Polsce                                                | Kod    |
| ----- | ------------------------------------- | --------------------------------------------------- | ----------------- | ------------------------------------------------------- | ----------------------------------------------- | ---------------------------------------------------------------- | ------ |
| 55#1  | Kif Gets Knocked Up a Notch           | Wpadka Kifa                                         | Dwayne Carey-Hill | Ken Keeler, David X. Cohen                              | 12 stycznia 2003                                | ? (TV 4) ? (Sci-Fi) 5 sierpnia 2013 (Comedy Central Polska)      | 4ACV01 |
| 56#2  | Leela’s Homeworld                     | Planeta Leeli                                       | Dwayne Carey-Hill | Ken Keeler, David X. Cohen                              | 27 listopada 2007 (DVD) 23 marca 2008 (TV)      | ? (TV 4) ? (Sci-Fi) 8 czerwca 2013 (Comedy Central Polska)       | 4ACV02 |
| 57#3  | Love and Rocket                       | Statek Miłości                                      | Dwayne Carey-Hill | Ken Keeler, David X. Cohen                              | 27 listopada 2007 (DVD) 23 marca 2008 (TV)      | ? (TV 4) ? (Sci-Fi) 7 czerwca 2013 (Comedy Central Polska)       | 4ACV03 |
| 58#4  | Less Than Hero                        | Bohater z przeceny                                  | Dwayne Carey-Hill | Ken Keeler, David X. Cohen                              | 27 listopada 2007 (DVD) 23 marca 2008 (TV)      | ? (TV 4) ? (Sci-Fi) 12 sierpnia 2013 (Comedy Central Polska)     | 4ACV04 |
| 59#5  | A Taste of Freedom                    | Smak wolności                                       | Peter Avanzino    | Eric Kaplan, David X. Cohen                             | 24 czerwca 2008 (DVD) 19 października 2008 (TV) | ? (TV 4) ? (Sci-Fi) 29 lipca 2013 (Comedy Central Polska)        | 4ACV05 |
| 60#6  | Bender Should Not Be Allowed on TV    | Bender precz z telewizji                            | Peter Avanzino    | Eric Kaplan, David X. Cohen                             | 24 czerwca 2008 (DVD) 19 października 2008 (TV) | ? (TV 4) ? (Sci-Fi) 14 października 2013 (Comedy Central Polska) | 4ACV06 |
| 61#7  | Jurassic Bark                         | Szczek jurajski                                     | Peter Avanzino    | Eric Kaplan, David X. Cohen                             | 24 czerwca 2008 (DVD) 19 października 2008 (TV) | ? (TV 4) ? (Sci-Fi) 15 lipca 2013 (Comedy Central Polska)        | 4ACV07 |
| 62#8  | Crimes of the Hot                     | Zbrodnia na gorąco                                  | Peter Avanzino    | Eric Kaplan, David X. Cohen                             | 24 czerwca 2008 (DVD) 19 października 2008 (TV) | ? (TV 4) ? (Sci-Fi) 8 lipca 2013 (Comedy Central Polska)         | 4ACV08 |
| 63#9  | Teenage Mutant Leela’s Hurdles        | Szczenięce lata jednookiego mutanta / Przed mutacją | Dwayne Carey-Hill | Eric Horsted, David X. Cohen                            | 4 listopada 2008 (DVD) 26 kwietnia 2009 (TV)    | ? (TV 4) ? (Sci-Fi) 19 sierpnia 2013 (Comedy Central Polska)     | 4ACV09 |
| 64#10 | The Why of Fry                        | Ścieżki Fry’a                                       | Dwayne Carey-Hill | Eric Horsted, David X. Cohen                            | 4 listopada 2008 (DVD) 26 kwietnia 2009 (TV)    | ? (TV 4) ? (Sci-Fi) 26 sierpnia 2013 (Comedy Central Polska)     | 4ACV10 |
| 65#11 | Where No Fan Has Gone Before          | Gdzie żaden fan jeszcze nie był                     | Dwayne Carey-Hill | Eric Horsted, David X. Cohen, Michael Rowe, Eric Kaplan | 4 listopada 2008 (DVD) 26 kwietnia 2009 (TV)    | ? (TV 4) ? (Sci-Fi) 1 lipca 2013 (Comedy Central Polska)         | 4ACV11 |
| 66#12 | The Sting                             | Żądło                                               | Dwayne Carey-Hill | Eric Horsted, David X. Cohen, Patric M. Verrone         | 4 listopada 2008 (DVD) 26 kwietnia 2009 (TV)    | ? (TV 4) ? (Sci-Fi) 2 września 2013 (Comedy Central Polska)      | 4ACV12 |
| 67#13 | Bend Her                              | Benderina                                           | Peter Avanzino    | Ken Keeler, David X. Cohen                              | 23 lutego 2009 (DVD) 30 sierpnia 2009 (TV)      | ? (TV 4) ? (Sci-Fi) 30 września 2013 (Comedy Central Polska)     | 4ACV13 |
| 68#14 | Obsoletely Fabulous                   | Istny cud techniki                                  | Peter Avanzino    | Ken Keeler                                              | 23 lutego 2009 (DVD) 30 sierpnia 2009 (TV)      | ? (TV 4) ? (Sci-Fi) 7 października 2013 (Comedy Central Polska)  | 4ACV14 |
| 69#15 | The Farnsworth Parabox                | Pudełko Farnswortha                                 | Peter Avanzino    | Ken Keeler                                              | 23 lutego 2009 (DVD) 30 sierpnia 2009 (TV)      | ? (TV 4) ? (Sci-Fi) 9 września 2013 (Comedy Central Polska)      | 4ACV15 |
| 70#16 | Three Hundred Big Boys                | Trzystu Nixonów                                     | Peter Avanzino    | Ken Keeler, David X. Cohen                              | 23 lutego 2009 (DVD) 30 sierpnia 2009 (TV)      | ? (TV 4) ? (Sci-Fi) 16 września 2013 (Comedy Central Polska)     | 4ACV16 |
| 71#17 | Spanish Fry                           | O jeden nos za daleko                               | Peter Avanzino    | Ken Keeler                                              | 23 lutego 2009 (DVD) 30 sierpnia 2009 (TV)      | ? (TV 4) ? (Sci-Fi) 23 września 2013 (Comedy Central Polska)     | 4ACV17 |
| 72#18 | The Devil’s Hands Are Idle Playthings | Diabeł w operze / Diabelskie ręce                   | Peter Avanzino    | Ken Keeler, David X. Cohen                              | 23 lutego 2009 (DVD) 30 sierpnia 2009 (TV)      | ? (TV 4) ? (Sci-Fi) 21 października 2013 (Comedy Central Polska) | 4ACV18 |

### Sezon 5
| 73#1 | Bender’s Big Score (Part 1)             | Wielka wyprawa Bendera (Część 1)        | Dwayne Carey-Hill | Ken Keeler, David X. Cohen                              | 27 listopada 2007 (DVD) 23 marca 2008 (TV)      | 30 września 2008 (DVD) 19 sierpnia 2009 (TV) | 5ACV01 |
| Fry odkrywa tatuaż na swoich pośladkach. Jest to kod numeryczny, który umożliwia podróże w czasie. |                                         |                                         |                   |                                                         |                                                 |                                              |        |
| 74#2 | Bender’s Big Score (Part 2)             | Wielka wyprawa Bendera (Część 2)        | Dwayne Carey-Hill | Ken Keeler, David X. Cohen                              | 27 listopada 2007 (DVD) 23 marca 2008 (TV)      | 30 września 2008 (DVD) 19 sierpnia 2009 (TV) | 5ACV02 |
| Oszuści korzystają z tatuażu na pośladkach Fry’a, udając się w podróż w czasie by ukraść najcenniejsze przedmioty w historii. Goście specjalni: Al Gore, Tom Kenny jako Yancy Fry, III, Sarah Silverman jako Michelle |                                         |                                         |                   |                                                         |                                                 |                                              |        |
| 75#3 | Bender’s Big Score (Part 3)             | Wielka wyprawa Bendera (Część 3)        | Dwayne Carey-Hill | Ken Keeler, David X. Cohen                              | 27 listopada 2007 (DVD) 23 marca 2008 (TV)      | 30 września 2008 (DVD) 19 sierpnia 2009 (TV) | 5ACV03 |
| Fry uwalnia się od oszustów i niszczy tatuaż, niestety coraz więcej osób żyje w ubóstwie. |                                         |                                         |                   |                                                         |                                                 |                                              |        |
| 76#4 | Bender’s Big Score (Part 4)             | Wielka wyprawa Bendera (Część 4)        | Dwayne Carey-Hill | Ken Keeler, David X. Cohen                              | 27 listopada 2007 (DVD) 23 marca 2008 (TV)      | 30 września 2008 (DVD) 19 sierpnia 2009 (TV) | 5ACV04 |
| Goście specjalni: Coolio jako Kwanzaa-bot, Al Gore, Mark Hamill jako Chanukah Zombie |                                         |                                         |                   |                                                         |                                                 |                                              |        |
| 77#5 | The Beast with a Billion Backs (Part 1) | Potwór o miliardzie grzbietów (Część 1) | Peter Avanzino    | Eric Kaplan, David X. Cohen                             | 24 czerwca 2008 (DVD) 19 października 2008 (TV) | nie wydano (DVD) 3 lutego 2010 (TV)          | 5ACV05 |
| Goście specjalni: Brittany Murphy jako Colleen, Stephen Hawking |                                         |                                         |                   |                                                         |                                                 |                                              |        |
| 78#6 | The Beast with a Billion Backs (Part 2) | Potwór o miliardzie grzbietów (Część 2) | Peter Avanzino    | Eric Kaplan, David X. Cohen                             | 24 czerwca 2008 (DVD) 19 października 2008 (TV) | nie wydano (DVD) 3 lutego 2010 (TV)          | 5ACV06 |
| Gość specjalny: Brittany Murphy jako Colleen |                                         |                                         |                   |                                                         |                                                 |                                              |        |
| 79#7 | The Beast with a Billion Backs (Part 3) | Potwór o miliardzie grzbietów (Część 3) | Peter Avanzino    | Eric Kaplan, David X. Cohen                             | 24 czerwca 2008 (DVD) 19 października 2008 (TV) | nie wydano (DVD) 3 lutego 2010 (TV)          | 5ACV07 |
| Goście specjalni: Brittany Murphy jako Colleen, David Cross jako Yivo |                                         |                                         |                   |                                                         |                                                 |                                              |        |
| 80#8 | The Beast with a Billion Backs (Part 4) | Potwór o miliardzie grzbietów (Część 4) | Peter Avanzino    | Eric Kaplan, David X. Cohen                             | 24 czerwca 2008 (DVD) 19 października 2008 (TV) | nie wydano (DVD) 3 lutego 2010 (TV)          | 5ACV08 |
| Goście specjalni: Brittany Murphy jako Colleen, David Cross jako Yivo, Dan Castellaneta jako Robot Devil |                                         |                                         |                   |                                                         |                                                 |                                              |        |
| 81#9 | Bender’s Game (Part 1)                  | Gra Bendera (Część 1)                   | Dwayne Carey-Hill | Eric Horsted, David X. Cohen                            | 4 listopada 2008 (DVD) 26 kwietnia 2009 (TV)    | nie wydano (DVD) 28 kwietnia 2010 (TV)       | 5ACV09 |
| Goście specjalni: Rich Little, George Takei |                                         |                                         |                   |                                                         |                                                 |                                              |        |
| 82#10 | Bender’s Game (Part 2)                  | Gra Bendera (Część 2)                   | Dwayne Carey-Hill | Eric Horsted, David X. Cohen                            | 4 listopada 2008 (DVD) 26 kwietnia 2009 (TV)    | nie wydano (DVD) 28 kwietnia 2010 (TV)       | 5ACV10 |
| 83#11 | Bender’s Game (Part 3)                  | Gra Bendera (Część 3)                   | Dwayne Carey-Hill | Eric Horsted, David X. Cohen, Michael Rowe, Eric Kaplan | 4 listopada 2008 (DVD) 26 kwietnia 2009 (TV)    | nie wydano (DVD) 28 kwietnia 2010 (TV)       | 5ACV11 |
| 84#12 | Bender’s Game (Part 4)                  | Gra Bendera (Część 4)                   | Dwayne Carey-Hill | Eric Horsted, David X. Cohen, Patric M. Verrone         | 4 listopada 2008 (DVD) 26 kwietnia 2009 (TV)    | nie wydano (DVD) 28 kwietnia 2010 (TV)       | 5ACV12 |
| Gość specjalny: Gary Gygax |                                         |                                         |                   |                                                         |                                                 |                                              |        |
| 85#13 | Into the Wild Green Yonder (Part 1)     | W zielonej dzikiej dali (Część 1)       | Peter Avanzino    | Ken Keeler, David X. Cohen                              | 23 lutego 2009 (DVD) 30 sierpnia 2009 (TV)      | nie wydano (DVD) 30 czerwca 2010 (TV)        | 5ACV13 |
| Goście specjalni: Phil Hendrie, Penn & Teller, Seth MacFarlane jako Mars Vegas |                                         |                                         |                   |                                                         |                                                 |                                              |        |
| 86#14 | Into the Wild Green Yonder (Part 2)     | W zielonej dzikiej dali (Część 2)       | Peter Avanzino    | Ken Keeler                                              | 23 lutego 2009 (DVD) 30 sierpnia 2009 (TV)      | nie wydano (DVD) 30 czerwca 2010 (TV)        | 5ACV14 |
| Gość specjalny: Phil Hendrie |                                         |                                         |                   |                                                         |                                                 |                                              |        |
| 87#15 | Into the Wild Green Yonder (Part 3)     | W zielonej dzikiej dali (Część 3)       | Peter Avanzino    | Ken Keeler                                              | 23 lutego 2009 (DVD) 30 sierpnia 2009 (TV)      | nie wydano (DVD) 30 czerwca 2010 (TV)        | 5ACV15 |
| Gość specjalny: Phil Hendrie |                                         |                                         |                   |                                                         |                                                 |                                              |        |
| 88#16 | Into the Wild Green Yonder (Part 4)     | W zielonej dzikiej dali (Część 4)       | Peter Avanzino    | Ken Keeler, David X. Cohen                              | 23 lutego 2009 (DVD) 30 sierpnia 2009 (TV)      | nie wydano (DVD) 30 czerwca 2010 (TV)        | 5ACV16 |
| Goście specjalni: Phil Hendrie, Snoop Dogg |                                         |                                         |                   |                                                         |                                                 |                                              |        |

### Sezon 6
| 89#1 | Rebirth                          | Odrodzenie                    | Frank Marino             | David X. Cohen, Matt Groening  | 24 czerwca 2010      | 15 marca 2011    | 6ACV01 |
| Podczas kolizji statku kosmicznego Planet Express z Nimbusem Leela zapada w śpiączkę. Profesor Farnsworth zastępuje ją mechanicznym sobowtórem.                                         |                                  |                               |                          |                                |                      |                  |        |
| 90#2 | In-A-Gadda-Da-Leela              | In-A-Gadda-Da-Leela           | Dwayne Carey-Hill        | Carolyn Premish, Matt Groening | 24 czerwca 2010      | 15 marca 2011    | 6ACV02 |
| Zapp i Leela odbywają misję zniszczenia gwiazdy śmierci, niestety zostają uwięzieni na innej planecie. Gość specjalny: Chris Elliot jako V-Giny                                         |                                  |                               |                          |                                |                      |                  |        |
| 91#3 | Attack of the Killer App         | Atak zabójczej aplikacji      | Stephen Sandoval         | Patric M. Verrone              | 1 lipca 2010         | 22 marca 2011    | 6ACV03 |
| Fry i Bender odkrywają nowy portal społecznościowy. Gość specjalny: Craig Ferguson jako Susan the Boil                                                                                  |                                  |                               |                          |                                |                      |                  |        |
| 92#4 | Proposition Infinity             | Propozycja nieskończoności    | Crystal Chesney-Thompson | Michael Rowe                   | 8 lipca 2010         | 22 marca 2011    | 6ACV04 |
| Związek Amy i Bendera nie zostaje uznany, dlatego Bender postanawia walczyć o prawa roboseksualistów. Gość specjalny: George Takei                                                      |                                  |                               |                          |                                |                      |                  |        |
| 93#5 | The Duh-Vinci Code               | Kod Duh-Vinciego              | Raymie Muzquiz           | Maiya Williams                 | 15 lipca 2010        | 29 marca 2011    | 6ACV05 |
| Profesor Farnsworth odkrywa szkice wynalazku Leonarda da Vinci. Załoga udaje się do Rzymu, by przeprowadzić dalsze dochodzenie.                                                         |                                  |                               |                          |                                |                      |                  |        |
| 94#6 | Lethal Inspection                | Śmiertelna inspekcja          | Ray Claffey              | Eric Horsted                   | 22 lipca 2010        | 29 marca 2011    | 6ACV06 |
| Bender udaje się do Meksyku, by odnaleźć inspektora odpowiedzialnego za błąd, który pozbawił go nieśmiertelności.                                                                       |                                  |                               |                          |                                |                      |                  |        |
| 95#7 | The Late Philip J. Fry           | śp. Philip J. Fry             | Peter Avanzino           | Lewis Morton                   | 29 lipca 2010        | 5 kwietnia 2011  | 6ACV07 |
| Fry, Bender i profesor Farnsworth przenoszą się do przyszłości, jednak jest to wycieczka w jedną stronę.                                                                                |                                  |                               |                          |                                |                      |                  |        |
| 96#8 | That Darn Katz!                  | Cholerne kociska!             | Frank Marino             | Josh Weinstein                 | 5 sierpnia 2010      | 5 kwietnia 2011  | 6ACV08 |
| Ziemia zostaje zaatakowana przez rasę inteligentnych kotów pochodzących z zagrożonej planety.                                                                                           |                                  |                               |                          |                                |                      |                  |        |
| 97#9 | A Clockwork Origin               | Robo-ewolucja                 | Dwayne Carey-Hill        | Dan Vebber                     | 12 sierpnia 2010     | 12 kwietnia 2011 | 6ACV09 |
| Profesor Farnsworth wraz z załogą udaje się na odległą planetę, by zaimplementować mikroroboty do środowiska.                                                                           |                                  |                               |                          |                                |                      |                  |        |
| 98#10 | The Prisoner of Benda            | Nieoczekiwana zamiana umysłów | Stephen Sandoval         | Ken Keeler                     | 19 sierpnia 2010     | 12 kwietnia 2011 | 6ACV10 |
| Profesor Farnsworth wraz z Amy konstruuje maszynę, za pomocą której można dokonywać zamiany umysłów.                                                                                    |                                  |                               |                          |                                |                      |                  |        |
| 99#11 | Lrrreconcilable Ndndifferences   | To tylko kostium              | Crystal Chesney-Thompson | Patric M. Verrone              | 26 sierpnia 2010     | 19 kwietnia 2011 | 6ACV11 |
| Lrrr próbuje nastraszyć obecnych na Comic-Con 3010 fanów science-fiction. Goście specjalni: Katee Sackhoff jako Grrrl, Matt Groening, David X. Cohen, Sergio Aragonés                   |                                  |                               |                          |                                |                      |                  |        |
| 100#12 | The Mutants Are Revolting        | Rewolucja mutantów            | Raymie Muzquiz           | Eric Horsted                   | 2 września 2010      | 19 kwietnia 2011 | 6ACV12 |
| Podczas przyjęcia z okazji setnej dostawy Planet Express Leela zostaje zdemaskowana jako mutant, dlatego musi wrócić do kanałów. Gość specjalny: Mark Mothersbaugh                      |                                  |                               |                          |                                |                      |                  |        |
| 101#13 | The Futurama Holiday Spectacular | Futuramy odcinek świąteczny   | Ray Claffey              | Michael Rowe                   | 21 października 2010 | 26 kwietnia 2011 | 6ACV13 |
| Członkowie załogi Planet Express jednocześnie obchodzą trzy różne święta międzygalaktyczne. Goście specjalni: Coolio jako Kwanzaa-bot, Al Gore                                          |                                  |                               |                          |                                |                      |                  |        |
| 102#14 | The Silence of the Clamps        | U pana Boga w procesorze      | Frank Marino             | Eric Rogers                    | 14 lipca 2011        | ?                | 6ACV14 |
| Bender zostaje wcielony do programu ochrony świadków, po ucieczce robomafii. |                                  |                               |                          |                                |                      |                  |        |
| 103#15 | Möbius Dick                      | Wstęga Mobiusa Dicka          | Dwayne Carey-Hill        | Dan Vebber                     | 4 sierpnia 2011      | ?                | 6ACV15 |
| Załoga Planet Express rozpoczyna podróż po kosmosie w celu schwytania czterowymiarowego kosmicznego wieloryba.                                                                          |                                  |                               |                          |                                |                      |                  |        |
| 104#16 | Law and Oracle                   | Prawo i wyrocznia             | Stephen Sandoval         | Josh Weinstein                 | 7 lipca 2011         | ?                | 6ACV16 |
| Zmęczony swoją pracą bez perspektyw, Fry dołącza do policji. |                                  |                               |                          |                                |                      |                  |        |
| 105#17 | Benderama                        | Benderama                     | Crystal Chesney-Thompson | Aaron Ehasz                    | 26 czerwca 2011      | ?                | 6ACV17 |
| Bender tworzy duplikaty własnej osoby, co zużywa całą materię na Ziemi. Gość specjalny: Patton Oswalt jako nieatrakcyjny potwór                                                         |                                  |                               |                          |                                |                      |                  |        |
| 106#18 | The Tip of the Zoidberg          | Czubek góry sekretów          | Raymie Muzquiz           | Ken Keeler                     | 18 sierpnia 2011     | ?                | 6ACV18 |
| Załoga Planet Express odkrywa prawdę o przeszłości profesora Farnswortha i Zoidberga.                                                                                                   |                                  |                               |                          |                                |                      |                  |        |
| 107#19 | Ghost in the Machines            | Duch w maszynie               | Ray Claffey              | Patric M. Verrone              | 30 czerwca 2011      | ?                | 6ACV19 |
| Umiera Bender, jednak jego dusza nadal zostaje na Ziemi. Gośś specjalny: Dan Castellaneta jako Robot Devil                                                                              |                                  |                               |                          |                                |                      |                  |        |
| 108#20 | Neutopia                         | Kastropia                     | Edmund Fong              | J. Stewart Burns               | 23 czerwca 2011      | ?                | 6ACV20 |
| Załoga Planet Express rozbija się na obcej planecie zamieszkanej przez kosmitę, który nie rozumie sensu istnienia dwóch płci. Gość specjalny: Dawnn Lewis jako LaBarbara Conrad i Amana |                                  |                               |                          |                                |                      |                  |        |
| 109#21 | Yo Leela Leela                   | Leela poznaje świat           | Frank Marino             | Eric Horsted                   | 21 lipca 2011        | ?                | 6ACV21 |
| Leela tworzy serial dla dzieci, który staje się hitem, a sama zostaje gwiazdą. Gość specjalny: Tom Kenny jako Abner Doubledeal                                                          |                                  |                               |                          |                                |                      |                  |        |
| 110#22 | Fry Am the Egg Man               | Jajko kłopotów                | Dwayne Carey-Hill        | Michael Rowe                   | 11 sierpnia 2011     | ?                | 6ACV22 |
| Fry opiekuje się tajemniczym jajkiem, z którego wykluwa się potwór. |                                  |                               |                          |                                |                      |                  |        |
| 111#23 | All the Presidents’ Heads        | Wszystkie głowy prezydentów   | Stephen Sandoval         | Josh Weinstein                 | 28 lipca 2011        | ?                | 6ACV23 |
| Profesor Farnsworth odkrywa, że jeden z jego przodków jest zdrajcą narodu. |                                  |                               |                          |                                |                      |                  |        |
| 112#24 | Cold Warriors                    | Zimna wojna                   | Crystal Chesney-Thompson | Dan Vebber                     | 25 sierpnia 2011     | ?                | 6ACV24 |
| Fry choruje na przeziębienie i zaraża innych. Goście specjalni: Buzz Aldrin, Tom Kenny jako Yancy Fry                                                                                   |                                  |                               |                          |                                |                      |                  |        |
| 113#25 | Overclockwise                    | Przetaktowanie                | Raymie Muzquiz           | Ken Keeler                     | 1 września 2011      | ?                | 6ACV25 |
| Bender przechodzi kolejny etap ewolucji i opuszcza Planet Express. |                                  |                               |                          |                                |                      |                  |        |
| 114#26 | Reincarnation                    | Reinkarnacja                  | Peter Avanzino           | Aaron Ehasz                    | 8 września           | ?                | 6ACV26 |
| Trzy krótkie historie pokazujące Futuramę w innych alternatywach: czarno-białe, anime i gry wideo. Gość specjalny: Stephen Hawking                                                      |                                  |                               |                          |                                |                      |                  |        |